# Plima
Die Plima, auch Plimabach (italienisch Rio Plima), ist ein 28,5 Kilometer langer Gebirgsbach im Vinschgau in Südtirol (Italien). Der Großteil des Verlaufs befindet sich im Martelltal im Nationalpark Stilfserjoch, ehe die Plima das Etschtal erreicht und dort in den Oberlauf der Etsch einmündet.
Die Plima entwässert ein in den Ortler-Alpen liegendes Gebiet von 162 km². Größere Zuflüsse sind der Rosimbach, der Soybach und der Flimbach. Wichtigste Ortschaften an der Plima sind Gand und Meiern in der Gemeinde Martell sowie Morter in der Gemeinde Latsch.
In Hintermartell bildete der Fluss die Plimaschlucht.

## Geschichte
Am Oberlauf in Hintermartell wurde der Plimabach wegen der Überflutungen, die früher durch die Schneeschmelze im Frühjahr entstanden, im Zufrittsee gestaut und zur Stromgewinnung genutzt. Aufgrund der Ereignisse im benachbarten  Veltlin wurde im Sommer 1987 der volle Damm nach längeren Regenfällen notgeöffnet, wodurch 16 Häuser zerstört wurden.
Der Name ist 1332 als das wasser Plumian und 1410 als flumen Plumige verschriftlicht worden. Es kann ein antiker Flussname mit indogermanisch *pleu- ‚schwimmen‘ zugrunde liegen.